# Gran Premio Solidario de Barcelona de 2024
El Gran Premio Solidario de Barcelona de Motociclismo de 2024 (oficialmente: Motul Solidarity Grand Prix of Barcelona) fue la vigésima y última prueba del Campeonato del Mundo de Motociclismo de 2024. Tuvo lugar en el fin de semana del 15 al 17 de noviembre de 2024 en el Circuito de Barcelona-Cataluña en Montmeló (España), tras la anulación del Gran Premio de la Comunidad Valenciana en Cheste en el circuito Ricardo Tormo por los estragos causados por la DANA en la Comunidad Valenciana.
La carrera al sprint de MotoGP fue ganada por Francesco Bagnaia, seguido de Enea Bastianini y Jorge Martín.
La carrera de MotoGP fue ganada por Francesco Bagnaia, seguido de Marc Márquez y Jorge Martín. Arón Canet fue el ganador de la prueba de Moto2, por delante de Manuel González y Diogo Moreira. La carrera de Moto3 fue ganada por David Alonso, Daniel Holgado fue segundo y Ángel Piqueras tercero.

## Resultados

### Resultados MotoGP

#### Carrera al sprint
| Pos.    | N.º | Piloto            | Equipo                            | Constructor | Vueltas | Tiempo    | Parrilla | Puntos |
| ------- | --- | ----------------- | --------------------------------- | ----------- | ------- | --------- | -------- | ------ |
| 1       | 1   | Francesco Bagnaia | Ducati Lenovo Team                | Ducati      | 12      | 20:03.173 | 1        | 12     |
| 2       | 23  | Enea Bastianini   | Ducati Lenovo Team                | Ducati      | 12      | +0.942    | 8        | 9      |
| 3       | 89  | Jorge Martín      | Prima Pramac Racing               | Ducati      | 12      | +1.270    | 4        | 7      |
| 4       | 41  | Aleix Espargaró   | Aprilia Racing                    | Aprilia     | 12      | +1.857    | 2        | 6      |
| 5       | 73  | Álex Márquez      | Gresini Racing MotoGP             | Ducati      | 12      | +1.942    | 11       | 5      |
| 6       | 21  | Franco Morbidelli | Prima Pramac Racing               | Ducati      | 12      | +5.263    | 5        | 4      |
| 7       | 93  | Marc Márquez      | Gresini Racing MotoGP             | Ducati      | 12      | +5.303    | 3        | 3      |
| 8       | 72  | Marco Bezzecchi   | Pertamina VR46 Racing Team        | Ducati      | 12      | +5.507    | 9        | 2      |
| 9       | 33  | Brad Binder       | Red Bull KTM Factory Racing       | KTM         | 12      | +5.573    | 18       | 1      |
| 10      | 20  | Fabio Quartararo  | Monster Energy Yamaha MotoGP      | Yamaha      | 12      | +5.937    | 10       |        |
| 11      | 5   | Johann Zarco      | LCR Honda Castrol                 | Honda       | 12      | +7.413    | 12       |        |
| 12      | 12  | Maverick Viñales  | Aprilia Racing                    | Aprilia     | 12      | +8.344    | 7        |        |
| 13      | 36  | Joan Mir          | Repsol Honda Team                 | Honda       | 12      | +9.387    | 13       |        |
| 14      | 25  | Raúl Fernández    | Trackhouse Racing MotoGP          | Aprilia     | 12      | +9.652    | 17       |        |
| 15      | 10  | Luca Marini       | Repsol Honda Team                 | Honda       | 12      | +11.838   | 16       |        |
| 16      | 42  | Álex Rins         | Monster Energy Yamaha MotoGP      | Yamaha      | 12      | +13.217   | 15       |        |
| 17      | 30  | Takaaki Nakagami  | LCR Honda Idemitsu                | Honda       | 12      | +17.017   | 20       |        |
| 18      | 88  | Miguel Oliveira   | Trackhouse Racing MotoGP          | Aprilia     | 12      | +17.746   | 14       |        |
| 19      | 43  | Jack Miller       | Red Bull KTM Factory Racing       | KTM         | 12      | +18.533   | 19       |        |
| 20      | 37  | Augusto Fernández | Red Bull GASGAS Tech3             | KTM         | 12      | +20.153   | 21       |        |
| 21      | 51  | Michele Pirro     | Pertamina Enduro VR46 Racing Team | Ducati      | 12      | +20.547   | 22       |        |
| 22      | 6   | Stefan Bradl      | HRC Test Team                     | Honda       | 12      | +24.604   | 23       |        |
| Ret     | 31  | Pedro Acosta      | Red Bull GASGAS Tech3             | KTM         | 0       | Box       | 6        |        |
| Fuente: |     |                   |                                   |             |         |           |          |        |

#### Carrera larga
| Pos.    | N.º | Piloto            | Equipo                            | Constructor | Vueltas | Tiempo    | Parrilla | Puntos |
| ------- | --- | ----------------- | --------------------------------- | ----------- | ------- | --------- | -------- | ------ |
| 1       | 1   | Francesco Bagnaia | Ducati Lenovo Team                | Ducati      | 24      | 40:24.740 | 1        | 25     |
| 2       | 93  | Marc Márquez      | Gresini Racing MotoGP             | Ducati      | 24      | +1.474    | 3        | 20     |
| 3       | 89  | Jorge Martín      | Prima Pramac Racing               | Ducati      | 24      | +3.810    | 4        | 16     |
| 4       | 73  | Álex Márquez      | Gresini Racing MotoGP             | Ducati      | 24      | +5.322    | 11       | 13     |
| 5       | 41  | Aleix Espargaró   | Aprilia Racing                    | Aprilia     | 24      | +5.753    | 2        | 11     |
| 6       | 33  | Brad Binder       | Red Bull KTM Factory Racing       | KTM         | 24      | +7.081    | 18       | 10     |
| 7       | 23  | Enea Bastianini   | Ducati Lenovo Team                | Ducati      | 24      | +7.393    | 8        | 9      |
| 8       | 21  | Franco Morbidelli | Prima Pramac Racing               | Ducati      | 24      | +8.709    | 5        | 8      |
| 9       | 72  | Marco Bezzecchi   | Pertamina VR46 Racing Team        | Ducati      | 24      | +10.484   | 9        | 7      |
| 10      | 31  | Pedro Acosta      | Red Bull GASGAS Tech3             | KTM         | 24      | +10.618   | 6        | 6      |
| 11      | 20  | Fabio Quartararo  | Monster Energy Yamaha MotoGP      | Yamaha      | 24      | +10.756   | 10       | 5      |
| 12      | 88  | Miguel Oliveira   | Trackhouse Racing MotoGP          | Aprilia     | 24      | +13.464   | 14       | 4      |
| 13      | 43  | Jack Miller       | Red Bull KTM Factory Racing       | KTM         | 24      | +14.560   | 19       | 3      |
| 14      | 5   | Johann Zarco      | LCR Honda Castrol                 | Honda       | 24      | +19.469   | 12       | 2      |
| 15      | 12  | Maverick Viñales  | Aprilia Racing                    | Aprilia     | 24      | +22.195   | 7        | 1      |
| 16      | 10  | Luca Marini       | Repsol Honda Team                 | Honda       | 24      | +23.890   | 16       |        |
| 17      | 30  | Takaaki Nakagami  | LCR Honda Idemitsu                | Honda       | 24      | +23.960   | 20       |        |
| 18      | 37  | Augusto Fernández | Red Bull GASGAS Tech3             | KTM         | 24      | +29.001   | 21       |        |
| 19      | 25  | Raúl Fernández    | Trackhouse Racing MotoGP          | Aprilia     | 24      | +29.145   | 17       |        |
| 20      | 51  | Michele Pirro     | Pertamina Enduro VR46 Racing Team | Ducati      | 24      | +37.295   | 22       |        |
| 21      | 42  | Álex Rins         | Monster Energy Yamaha MotoGP      | Yamaha      | 24      | +39.138   | 15       |        |
| 22      | 6   | Stefan Bradl      | HRC Test Team                     | Honda       | 24      | +47.654   | 23       |        |
| Ret     | 36  | Joan Mir          | Repsol Honda Team                 | Honda       | 6       | Caída     | 13       |        |
| Fuente: |     |                   |                                   |             |         |           |          |        |

### Resultados Moto2
| Pos.    | N.º | Piloto                  | Constructor | Vueltas | Tiempo    | Parrilla | Puntos |
| ------- | --- | ----------------------- | ----------- | ------- | --------- | -------- | ------ |
| 1       | 44  | Arón Canet              | Kalex       | 21      | 36:29.282 | 1        | 25     |
| 2       | 18  | Manuel González         | Kalex       | 21      | +0.091    | 2        | 20     |
| 3       | 10  | Diogo Moreira           | Kalex       | 21      | +1.124    | 6        | 16     |
| 4       | 79  | Ai Ogura                | Boscoscuro  | 21      | +1.167    | 5        | 13     |
| 5       | 12  | Filip Salač             | Kalex       | 21      | +3.450    | 7        | 11     |
| 6       | 3   | Sergio García           | Boscoscuro  | 21      | +4.705    | 14       | 10     |
| 7       | 28  | Izan Guevara            | Kalex       | 21      | +5.647    | 23       | 9      |
| 8       | 21  | Alonso López            | Boscoscuro  | 21      | +7.610    | 13       | 8      |
| 9       | 54  | Fermín Aldeguer         | Boscoscuro  | 21      | +7.660    | 18       | 7      |
| 10      | 35  | Somkiat Chantra         | Kalex       | 21      | +10.545   | 19       | 6      |
| 11      | 24  | Marcos Ramírez          | Kalex       | 21      | +14.220   | 11       | 5      |
| 12      | 81  | Senna Agius             | Kalex       | 21      | +14.733   | 10       | 4      |
| 13      | 14  | Tony Arbolino           | Kalex       | 21      | +16.204   | 15       | 3      |
| 14      | 5   | Jaume Masiá             | Kalex       | 21      | +16.397   | 16       | 2      |
| 15      | 15  | Darryn Binder           | Kalex       | 21      | +16.476   | 22       | 1      |
| 16      | 34  | Mario Aji               | Kalex       | 21      | +16.553   | 21       |        |
| 17      | 7   | Barry Baltus            | Kalex       | 21      | +22.363   | 12       |        |
| 18      | 17  | Daniel Muñoz            | Kalex       | 21      | +25.443   | 25       |        |
| 19      | 11  | Álex Escrig             | Forward     | 21      | +25.903   | 28       |        |
| 20      | 62  | Stefano Manzi           | Kalex       | 21      | +27.133   | 24       |        |
| 21      | 53  | Deniz Öncü              | Kalex       | 21      | +29.727   | 20       |        |
| 22      | 20  | Xavier Cardelús         | Kalex       | 21      | +35.400   | 27       |        |
| 23      | 43  | Xavier Artigas          | Forward     | 21      | +39.874   | 31       |        |
| 24      | 71  | Dennis Foggia           | Kalex       | 21      | +43.833   | 30       |        |
| 25      | 6   | Andrea Migno            | Kalex       | 21      | +44.005   | 32       |        |
| 26      | 4   | Simone Corsi            | Forward     | 21      | +46.578   | 29       |        |
| Ret     | 84  | Zonta van den Goorbergh | Kalex       | 1       | Caída     | 3        |        |
| Ret     | 13  | Celestino Vietti        | Kalex       | 1       | Caída     | 8        |        |
| Ret     | 96  | Jake Dixon              | Kalex       | 0       | Caída     | 4        |        |
| Ret     | 9   | Jorge Navarro           | Kalex       | 0       | Caída     | 9        |        |
| Ret     | 31  | Roberto García          | Kalex       | 0       | Caída     | 26       |        |
| DSQ     | 75  | Albert Arenas           | Kalex       |         | DSQ       | 17       |        |
| Fuente: |     |                         |             |         |           |          |        |

### Resultados Moto3
| Pos.    | N.º | Piloto             | Constructor | Vueltas | Tiempo    | Parrilla | Puntos |
| ------- | --- | ------------------ | ----------- | ------- | --------- | -------- | ------ |
| 1       | 80  | David Alonso       | CFMoto      | 18      | 32:27.723 | 1        | 25     |
| 2       | 96  | Daniel Holgado     | Gas Gas     | 18      | +0.147    | 5        | 20     |
| 3       | 36  | Ángel Piqueras     | Honda       | 18      | +1.210    | 4        | 16     |
| 4       | 99  | José Antonio Rueda | KTM         | 18      | +1.352    | 17       | 13     |
| 5       | 6   | Ryusei Yamanaka    | KTM         | 18      | +1.685    | 15       | 11     |
| 6       | 64  | David Muñoz        | KTM         | 18      | +1.558    | 12       | 10     |
| 7       | 72  | Taiyo Furusato     | Honda       | 18      | +1.753    | 8        | 9      |
| 8       | 12  | Jacob Roulstone    | Gas Gas     | 18      | +2.025    | 9        | 8      |
| 9       | 48  | Iván Ortolá        | KTM         | 18      | +2.093    | 3        | 7      |
| 10      | 95  | Collin Veijer      | Husqvarna   | 18      | +2.713    | 2        | 6      |
| 11      | 31  | Adrián Fernández   | Honda       | 18      | +3.418    | 7        | 5      |
| 12      | 66  | Joel Kelso         | KTM         | 18      | +4.698    | 14       | 4      |
| 13      | 24  | Tatsuki Suzuki     | Husqvarna   | 18      | +10.823   | 10       | 3      |
| 14      | 22  | David Almansa      | Honda       | 18      | +10.939   | 13       | 2      |
| 15      | 18  | Matteo Bertelle    | Honda       | 18      | +10.957   | 18       | 1      |
| 16      | 10  | Nicola Carraro     | KTM         | 18      | +10.970   | 22       |        |
| 17      | 19  | Scott Ogden        | Honda       | 18      | +11.057   | 16       |        |
| 18      | 58  | Luca Lunetta       | Honda       | 18      | +12.962   | 6        |        |
| 19      | 83  | Álvaro Carpe       | KTM         | 18      | +13.437   | 19       |        |
| 20      | 7   | Filippo Farioli    | Honda       | 18      | +13.559   | 20       |        |
| 21      | 8   | Eddie O’Shea       | Honda       | 18      | +14.219   | 25       |        |
| 22      | 85  | Xabier Zurutuza    | KTM         | 18      | +16.645   | 24       |        |
| 23      | 55  | Noah Dettwiler     | KTM         | 18      | +36.537   | 27       |        |
| 24      | 5   | Tatchakorn Buasri  | Honda       | 18      | +37.067   | 26       |        |
| 25      | 89  | Marcos Uriarte     | CFMoto      | 18      | +38.187   | 21       |        |
| Ret     | 54  | Riccardo Rossi     | KTM         | 6       | Box       | 23       |        |
| Ret     | 82  | Stefano Nepa       | KTM         | 1       | Caída     | 11       |        |
| 1.      |     |                    |             |         |           |          |        |
| Fuente: |     |                    |             |         |           |          |        |